# Grande jornada

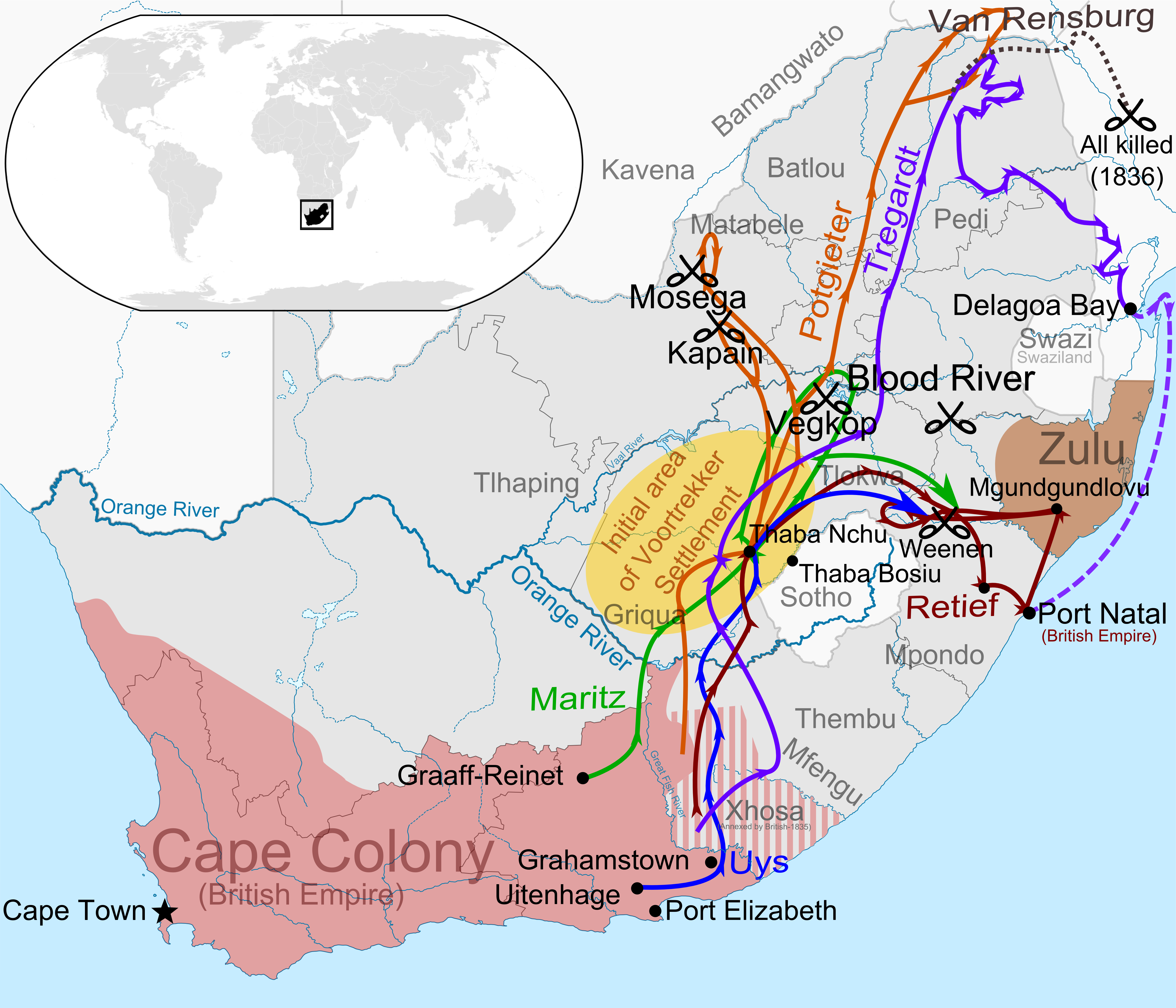
Principais rotas da grande jornada.

A grande jornada, ou Great Trek (africâner: Die Groot Trek; neerlandês: De Grote Trek), foi uma migração para o leste e norte de colonos de língua neerlandesa que viajaram de carroças wagon da Colônia do Cabo para o interior da moderna África do Sul a partir de 1836, procurando viver longe da administração colonial britânica do Cabo. A grande jornada resultou do pico de tensões entre os descendentes rurais dos colonizadores europeus originais do Cabo, conhecidos coletivamente como bôeres, e o Império Britânico. Também foi reflexo de uma tendência cada vez mais comum entre as centenas de micro-comunidades bôeres de buscar um estilo de vida isolacionista e semi-nômade, longe das complexidades administrativas em desenvolvimento na Cidade do Cabo. Os bôeres que participaram da grande jornada se identificaram como voortrekkers, significando "pioneiros", "desbravadores" e "povo que trilha" em neerlandês e africâner.
A grande jornada levou diretamente à fundação de várias repúblicas autônomas bôeres, a saber, a República Sul-Africana (também conhecida como República do Transvaal), o Estado Livre de Orange e a República de Natália. Também foi responsável pelo deslocamento do povo matabele, e foi um dos vários fatores decisivos que influenciaram o declínio e o colapso do Reino Zulu.